# Nature morte au trophée de gibier, fruits et perroquet sur fond de niche
Nature morte au trophée de gibier, fruits et perroquet sur fond de niche est un tableau réalisé par le peintre français Alexandre-François Desportes en 1716, alors qu'il travaille principalement pour le régent Philippe d'Orléans. De format vertical, cette huile sur toile est une nature morte qui représente du gibier suspendu au-dessus de piles de fruits sur l'une desquelles s'est niché un perroquet jaco. Le motif du dauphin qui apparaît à l'arrière-plan pourrait être une allusion à Marie-Louise-Élisabeth d'Orléans, fille du régent et veuve de Charles de France, lui-même fils du Grand Dauphin. Considérée comme le chef-d'œuvre de l'artiste, la peinture est conservée à la Fondation Bemberg, un établissement muséal toulousain qui l'a acquise aux enchères en 2020 pour compléter l'ancienne collection privée de Georges Bemberg.